# Hurts 2B Human
Hurts 2B Human —en español: Duele ser humano— es el octavo álbum de estudio de la cantante estadounidense Pink. Lanzado a la venta el 26 de abril de 2019 por RCA Records. El álbum incluye colaboraciones con los cantantes Wrabel, Khalid, Chris Stapleton y el grupo Cash Cash.
De acuerdo con Metacritic, el álbum contó con reseñas positivas en su mayoría y acumuló un total de 71 puntos sobre 100 sobre la base de nueve críticas recopiladas. Comercialmente, el álbum tuvo un buen recibimiento en las diferentes listas de popularidad del mundo, al entrar en el puesto número uno en diez países, como Australia, Reino Unido y Canadá, en Estados Unidos debutó en el número 1 del Billboard 200 con 115,000 unidades en su primera semana de las cuales 95,000 unidades fueron equivalentes a ventas puras.
Como parte de la promoción del disco, el 20 de febrero de 2019 se lanzó el primer sencillo del álbum titulado «Walk Me Home».

## Antecedentes y lanzamiento
Pink anunció el lanzamiento del nuevo álbum para el mes de abril y el nuevo sencillo titulado «Walk Me Home» en su aparición en el programa The Ellen DeGeneres Show el 6 de febrero de 2019. Al día siguiente se lanzó el pase de edición limitada para el tour el cual incluye acceso a la gira Beautiful Trauma World Tour más la versión digital del álbum. El primer sencillo titulado «Walk Me Home» fue lanzado el 20 de febrero. Fue llamado un "himno aplastante", así como una "salida optimista" del contenido de su álbum anterior, Beautiful Trauma. Pink reveló la portada completa del álbum el 28 de febrero, después de haber lanzado adelantos durante varios días.
El 29 de marzo de 2019 se lanzó una edición especial en la tienda Target la cual incluye una remera con la portada del álbum. El 22 de abril de 2019, se anunció el título del álbum. Días después, el 28 de abril comenzó la preventa del álbum junto con el lanzamiento del primer sencillo promocional titulado «Hustle».

## Sencillos
El 20 de febrero de 2019 se lanzó el primer sencillo del álbum titulado «Walk Me Home». Compuesto por Pink junto a Scott Harris y Nate Ruess, y producido por Peter Thomas y Kyle Moorman. El 21 de marzo de 2019 se estrenó el video musical del sencillo, dirigido por el director australiano Michael Gracey. El sencillo fue interpretado por primera vez en los Premios Brit 2019 como parte de su medley y posteriormente interpretado en The Ellen DeGeneres Show el 22 de abril de 2019.
Sencillos promocionales
El 28 de marzo, Pink lanzó el tema «Hustle». El tema fue escrito junto al cantante de la banda Imagine Dragons, Dan Reynolds. El 11 de abril, se lanzó la colaboración junto a Cash Cash titulada «Can We Pretend». El 22 de abril se lanzó a la venta el tercer sencillo promocional «Hurts 2B Human» junto al cantante Khalid. El 1 de mayo de 2019 interpreta por primera vez en vivo en la televisión el tema «Hustle» en el programa Jimmy Kimmel Live!.

## Recepción

### Comentarios de la crítica
Hurts 2B Human ha recibido generalmente críticas positivas de los críticos musicales. En Metacritic, que asigna una calificación normalizada de 100 a las críticas de la corriente principal de la crítica, el álbum tiene un puntaje promedio de 71 sobre 100, lo que indica "críticas generalmente favorables" basadas en nueve críticas. Stephen Thomas Erlewine de Allmusic le dio al álbum una puntuación de cuatro estrellas de cinco, mencionando que "Pink es inteligente, opta por híbridos estilísticos en lugar de saltar de un género a otro, y eso le da a Hurts 2B Human una cohesión incluso si los momentos individuales son bastante dispares". Continuo mencionando que "ocasionalmente, las canciones pueden ser un poco estridentes pero estos momentos están equilibrados por números tan ágiles y extravagantes como «Hustle» y la canción producida por Max Martin «(Hey Why) Miss You Sometime», junto con canciones más lentas que pueden ir más rápido («Love Me Anyway», «The Last Song of Your Life»). Todo se suma a un álbum que se siente con estilo y de moda sin abandonar la gravedad emocional que Pink ha acumulado a lo largo de los años".
Glenn Gamboa de Newsday dio tres estrellas y media de cuatro, comenzando su crítica al asegurar que Pink puede hacerlo todo y señaló que la canción «Love Me Anyway» junto al cantante Stapleton "podría ser una de las mejores canciones del año, como su dúo subestimado con Nate Ruess, "Just Give Me a Reason". No solo sus voces encajan a la perfección, ya que Pink usa la parte más dulce de su registro para equilibrar la brusquedad de Stapleton, sino que crean un momento sorprendente y memorable de vulnerabilidad".  Por último aseguró que "es un elemento más en Hurts 2B Human que Pink trabaja en sus términos, lo que resulta en un triunfo que abarca el género". Aimee Cliff de The Guardian, en una crítica mixta al otorgar al álbum tres de cinco estrellas, mencionó que el sencillo «Walk Me Home» y la canción «90 days» "llevan una producción vocal digitalizada, un toque fresco en un catálogo de pop-rock" continuó mencionando que en su dueto con el cantante Khalid, su voz es "es sorprendentemente áspera y sincera" mientras que en «The Last Song of Your Life» "se adentra maravillosamente en su rango superior" además de que "se enfrenta al amor y la pérdida, y reflexiona sobre lo que significa crecer y convertirse en la figura paterna que solía admirar". Finalmente concluye su reseña al asegurar que "paradójicamente, mientras estas canciones se centran en el tema del crecimiento, no muestran mucho de ello. Hurts 2B Human es una entrada decente al canon Pink, pero no puede evitar existir a la sombra del reciente lanzamiento de Homecoming de su par Beyoncé, un recordatorio de la sangre, el sudor y las lágrimas que se necesitan para seguir siendo innovadores por dos décadas. Hay belleza en la consistencia, pero no en el mismo sentido de evolución constante. La Pink que canta que no quiere convertirse en un adulto se siente como la misma Pink que conocimos gritando en el espejo y pateando arquetipos, todo en el año 2001".
Chris Willman de Variety indicó que "la cantidad de emoción que pone, incluso en los números menos dignos, te recuerda por qué sigue siendo una de nuestras superestrellas más valiosas. Pero es posible que te encuentres extrañando a la Pink más idiosincrática que corre por la boca tanto como corre por el corazón". Mike Wass del sitio web Idolator dio cuatro estrellas y media de cinco al álbum y argumentó "Pink lanzó el álbum con «Walk Me Home», un himno inusualmente suave que encuentra a la creadora de hits en un estado de ánimo enamorada. Temáticamente, la pista te da una idea de qué esperar de Hurts 2B Human. Alecia Moore busca su alma en una colección de melodías crudas y vulnerables que muestran tanto sus habilidades vocales como su composición. También refresca su sonido trabajando con un nuevo grupo de productores, incluidos Peter Thomas, Jorgen Odegard y Oscar Görres".

### Desempeño comercial
En los Estados Unidos, Hurts 2B Human debutó en el top del Billboard 200 con 115,000 unidades vendidas, de las cuales 95,000  fueron ventas puras. El álbum se convirtió en su tercer álbum número uno en los Estados Unidos luego de The Truth About Love (2012) y Beautiful Trauma (2017). En su segunda semana el disco vendió 36,000 unidades cayendo al sexto puesto de la lista.
En Reino Unido, el álbum debutó en el primero puesto del UK Albums Chart con 48,861 unidades vendidas de las cuales solo 4359 fueron ventas con streaming, convirtiéndose en su tercer álbum número uno luego de Funhouse (2008) y Beautiful Trauma (2017), vendiendo 22,000 copias más que el álbum The Balance de la banda galesa Catfish and the Bottlemen quienes debutaron en segundo lugar. A su segunda semana el álbum se mantuvo en el primer puesto, convirtiéndose en su primer álbum en permanecer en lo más alto de la lista en Reino Unido por dos semanas consecutivas y recibiendo disco de plata por la Industria Fonográfica Británica (BPI) por la venta de 60,000 copias. El álbum mantuvo el primer puesto a su tercera semana vendiendo 1600 copias más que su competidora más cercana, When We All Fall Asleep, Where Do We Go? de la cantante Billie Eilish. A su vez también logró su tercer álbum número uno en la lista de IRMA en Irlanda luego de M!ssundaztood (2001) y Beautiful Trauma (2017).
En Australia el disco se convirtió en su sexto álbum número uno en la lista ARIA Albums Chart convirtiéndose en la segunda artista femenina con mayor cantidad de álbumes número uno en dicho país, solo por detrás de Madonna. En Nueva Zelanda, el álbum debutó en el primer puesto en su primera semana, manteniéndose en dicha posición a la semana siguiente, al igual que en la lista ARIA Albums Chart en Australia. En Australia, el álbum se mantuvo en el primer puesto a su tercera semana recibiendo disco de oro por parte de la Australian Recording Industry Association (ARIA) por la venta de 35,000 copias.

## Lista de canciones
| Hurts 2B Human |                                        |                                                                                                 |                            |          |  |
| N.º            | Título                                 | Escritor(es)                                                                                    | Productor(es)              | Duración |  |
| 1.             | «Hustle»                               | Alecia Moore, Daniel Reynolds, Jorgen Odegard                                                   | Odegard                    | 2:55     |  |
| 2.             | «(Hey Why) Miss You Sometime»          | Moore, Max Martin, Johan Schuster                                                               | Martin, Shellback          | 3:23     |  |
| 3.             | «Walk Me Home»                         | Moore, Scott Friedman, Nathaniel Ruess                                                          | Peter Thomas, Kyle Moorman | 2:59     |  |
| 4.             | «My Attic»                             | Freddy Wexler, Ilsey Juber, Julia Michaels                                                      | The Struts                 | 3:02     |  |
| 5.             | «90 Days» (con Wrabel)                 | Moore, Stephen Wrabel, Steve Robson                                                             | Wrabel, Robson             | 3:50     |  |
| 6.             | «Hurts 2B Human» (con Khalid)          | Moore, Khalid Robinson, Friedman, Teddy Geiger, Alexander Izquerdio, Anna Hartley, Robin Weisse | Odegard                    | 3:22     |  |
| 7.             | «Can We Pretend» (con Cash Cash)       | Moore, Ryan Tedder, Jean Makhlouf, Alexander Makhlouf, Samuel Frisch                            | Tedder, Cash Cash          | 3:44     |  |
| 8.             | «Courage»                              | Moore, Greg Kurstin, Sia Furler                                                                 | Kurstin                    | 4:19     |  |
| 9.             | «Happy»                                | Moore, Sasha Sloan, Geiger, Steph Jones                                                         | Oscar Görres               | 3:01     |  |
| 10.            | «We Could Have It All»                 | Moore, Beck Hansen, Greg Kurstin                                                                | Kurstin                    | 4:33     |  |
| 11.            | «Love Me Anyway» (con Chris Stapleton) | Moore, Allen Shamblin, Thomas Douglas                                                           | P!nk                       | 3:08     |  |
| 12.            | «Circle Game»                          | Moore, Kurstin                                                                                  | Kurstin                    | 4:54     |  |
| 13.            | «The Last Song of Your Life»           | Moore, Billy Mann                                                                               | P!nk, Mann                 | 3:53     |  |
| 47:03          |                                        |                                                                                                 |                            |          |  |

| Hurts 2B Human – Japan bonus track |        |                                   |               |          |  |
| N.º                                | Título | Escritor(es)                      | Productor(es) | Duración |  |
| 14.                                | «More» | Moore, Jetta John-Hartley, Busbee |               | 3:50     |  |

## Posicionamiento en las listas

### Semanales
| América           |                                   |    |
| Canadá            | Canadian Albums                   | 1  |
| Estados Unidos    | Billboard 200                     | 1  |
| Asia              |                                   |    |
| Corea del Sur     | South Korean International Albums | 67 |
| Japón             | Japanese Albums Chart             | 54 |
| Europa            |                                   |    |
| Alemania          | Germany Albums                    | 2  |
| Austria           | Ö3 Austria Top 40                 | 2  |
| Bélgica (Flandes) | Ultratop 50                       | 1  |
| Bélgica (Valonia) | Ultratop 40                       | 6  |
| Dinamarca         | Danish Album Top-40               | 16 |
| Escocia           | Scottish Albums Chart             | 1  |
| Eslovaquia        | ČNS IFP                           | 12 |
| España            | Spanish Albums Chart              | 14 |
| Finlandia         | Finnish Top 40 Albums             | 10 |
| Francia           | French Albums Chart               | 7  |
| Hungría           | Hungarian Top 40 Albums           | 10 |
| Irlanda           | IRMA                              | 1  |
| Italia            | FIMI Albums Chart                 | 28 |
| Noruega           | VG Lista - Album Top 40           | 7  |
| Países Bajos      | Dutch Albums Top 100              | 1  |
| Polonia           | Polish Album Chart                | 12 |
| Portugal          | Portuguese Top 30 Albums          | 8  |
| Reino Unido       | UK Albums Chart                   | 1  |
| República Checa   | Czech Albums Top 100              | 4  |
| Suecia            | Swedish Top 60 Albums             | 11 |
| Suiza             | Swiss Albums Chart                | 1  |
| Oceanía           |                                   |    |
| Australia         | Australian Top 50 Albums          | 1  |
| Nueva Zelanda     | New Zealander Top 40 Albums       | 1  |

## Certificaciones
| País          | Organismo certificador | Certificación | Ventas/remesas | Ref.   |
| ------------- | ---------------------- | ------------- | -------------- | ------ |
| Australia     | ARIA                   | Oro           | 35 000         | [ 74 ] |
| Nueva Zelanda | Recorded Music NZ      | Oro           | 7 500          | [ 75 ] |
| Reino Unido   | BPI                    | Oro           | 100 000        | [ 76 ] |

## Personal
Créditos adaptados desde Allmusic:
| - Pink - Compositora, productora ejecutiva, productora, vocalista, coro - Cory Bice - Asistente, ingeniería - Stevie Blacke - Arreglo de cuerdas - Jacob Braun - Chelo - Gabe Burch - Ingeniería - Julian Burg - Ingeniería - Mattias Bylund - Edición, ingeniería, arreglos de cuerdas - Cash Cash - Artista invitada, productor - Tom Douglas - Compositor - Alma Fernández - Viola - Samuel Frisch - Compositor, programación de tambores - Sia Furler - Compositora - Teddy Geiger - Compositor, guitarra, productor vocal - Serban Ghenea - Productor adicional, mezcla, ingeniería vocal - Simon Gooding - Productor adicional, ingeniería vocal - Oscar Görres - Bajo, tambores, guitarra, teclados, percusión, productor, programación - John Hanes - Ingeniería de mezcla - Beck Hansen - Compositor - Scott Harris - Compositor - Taylor Hawkins - Tambores - Jeri Heiden - Dirección de arte, diseño - Sam Holland - Ingeniería - Hueman Cover - Pintura - Michael Illbert - Ingeniería - Alexander Izquierdo - Compositor - Steph Jones - Compositor - Ilsey Juber - Compositor - Matt Kelly - Pedal steel guitar - Denis Kosiak - Ingeniería vocal - Greg Kurstin - Bajo, compositor, batería, ingeniería, guitarra, teclados, piano, productor, sintetizador - Dave Kutch - Masterización - Songa Lee - Violín - Jeremy Lertola - Asistente - Andrew MacPherson - Fotografía - Alex Makhlouf - Compositor - Alexander Makhlouf - Teclados, sintetizadores | - Jean Paul Makhlouf - Compositor, edición, diseño de sonido - Billy Mann- Compositor, ingeniería, guitarra acústica, productor - Max Martin- Compositor, teclados, productor, programación - Julia Michaels - Compositora - Kyle Moorman - Tambores, guitarra eléctrica, percusión, productor, programación, sintetizadores, corista - Keith Naftaly - A&R - Jorgen Odegard - Compositor, instrumentación, teclados, productor, programación, cuerdas - Sal Oliveri - Productor adicional, bajo, piano - Alex Pasco - Ingeniería - Dan Reynolds - Productor adicional, compositor, guitarra - Khalid Robinson - Compositor, artista invitado - Steve Robson - Compositor, piano, productor, programación - Nate Ruess - Compositor - Allen Shamblin - Compositor - Shellback - Bajo, compositor, batería, guitarra, teclados, producción, programación, corista - Sasha Sloan - Compositora, corista - Chris Stapleton - Artista invitado - Nick Steinhardt - Dirección de arte, diseño - The Struts - Productores - Ryan Tedder - Compositor, productor, productor vocal - Peter Thomas - Batería, guitarra eléctrica, percusión, producción, programación, corista - Matt Tuggle - Asistente - Uffie - Compositor - Josefina Vergara - Violín - Freddy Wexler - Compositor - Wrabel - Compositor, artista invitado, productor - Veronica Wyman - Ingeniería, ingeniería en las guitarras, ingeniería vocal - Rami Yacoub - Guitarra |